# (9969) Braille
(9969) Braille es un asteroide perteneciente al grupo de los asteroides que cruzan la órbita de Marte descubierto por Kenneth J. Lawrence y Eleanor Francis Helin desde el observatorio del Monte Palomar, Estados Unidos, el 27 de mayo de 1992.

## Designación y nombre
Braille se designó inicialmente como 1992 KD.
Posteriormente, en 1999, fue nombrado en honor de Louis Braille (1809-1852)

## Características orbitales
Braille está situado a una distancia media de 2,341 ua del Sol, pudiendo acercarse hasta 1,327 ua y alejarse hasta 3,355 ua. Su inclinación orbital es 28,99 grados y la excentricidad 0,4331. Emplea 1309 días en completar una órbita alrededor del Sol. El movimiento de Braille sobre el fondo estelar es de 0,2751 grados por día.
Braille tiene una órbita inusualmente inclinada y pertenece a una rara clase de asteroides que cruza la órbita de Marte. Las simulaciones llevadas a cabo por los científicos de la sonda Deep Space 1 indican que el asteroide comenzará a cruzar la órbita de la Tierra hacia el año 6000. Su órbita es bastante elíptica y llega a más de la mitad de la distancia entre Marte y Júpiter.

## Características físicas
La magnitud absoluta de Braille es 15,7 y el periodo de rotación de 226,4 horas. Está asignado al tipo espectral Q de la clasificación SMASSII. Su composición indica que está compuesto mayormente por olivino y piroxeno, con cierto parecido con la composición de Vesta.

## Exploración espacial
La sonda Deep Space 1 pasó a 26 km de su superficie el 29 de julio de 1999. Sacó algunas fotos y obtuvo tres espectros infrarrojos desde una distancia de 14 000 km. Sin embargo, un problema en el sistema de seguimiento de la sonda le impidió hacer observaciones en el momento de mayor cercanía.